# آگدا
آگِدا (به پرتغالی: Águeda) (تلفظ پرتغالی:[ˈaɣɨðɐ] ()) یکی از شهرهای کشور پرتغال است.